# Otoyol 2
Pour les articles homonymes, voir O2 (homonymie).

L'autoroute O2 (turc : Otoyol 2 ou 2. Çevreyolu) désigne le périphérique extérieur de la ville d'İstanbul en Turquie.
Il est à 2×4 voies et relie les autoroutes O3 et O4. Tout comme le périphérique intérieur, le périphérique extérieur passe par le détroit du Bosphore par un pont ; celui du périphérique O2 se nomme le pont Fatih Sultan Mehmet. Les conditions de péage sont également les mêmes : on ne paye que le passage au pont.